# Sara Belli
Sara Belli (Cirié, 3 dicembre 2000) è una hockeista su ghiaccio italiana, di ruolo portiere.

## Carriera

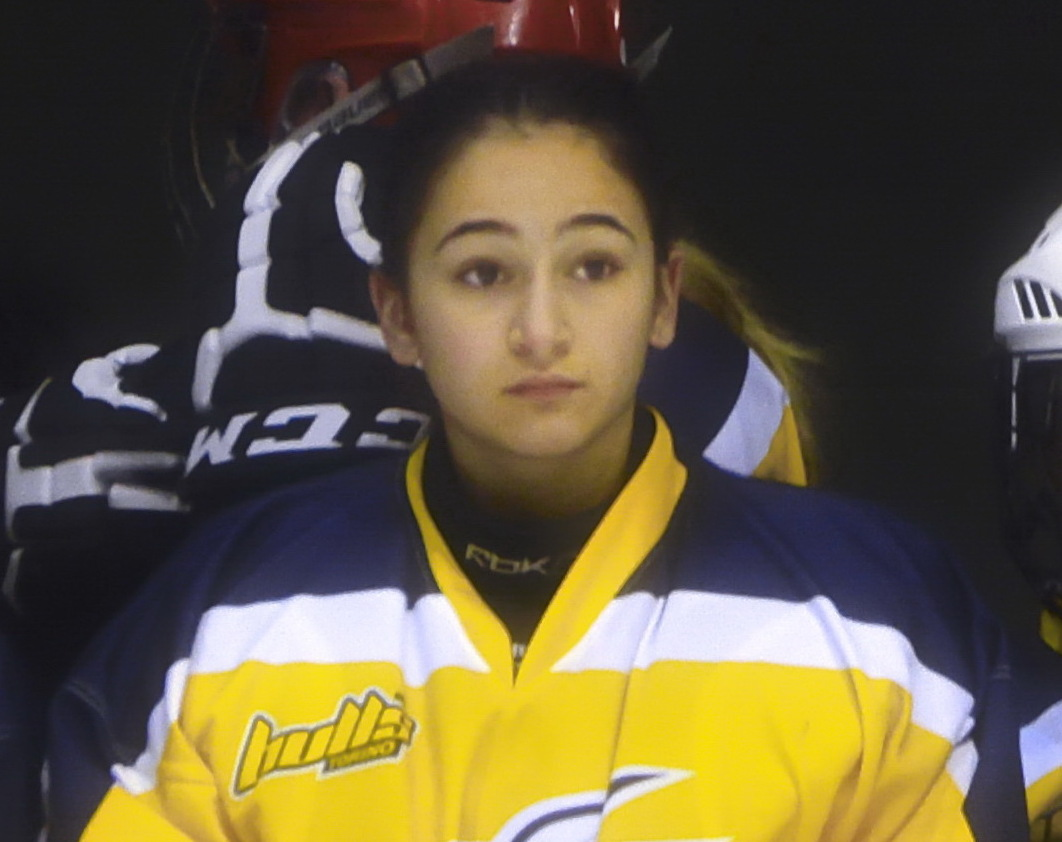
Sara Belli nel 2015

### Club
Dopo aver giocato nelle giovanili dapprima del Real Torino HC e successivamente, dal 2013, dei Torino Bulls, ha esordito nella prima squadra femminile di questi ultimi nella stagione 2014-2015.
È rimasta nelle file dei Bulls fino al 2019, per passare poi all'Hockey Club Lakers (2019-2021), e alle Girls Project (2021-2023).
Quando le valdostane, prima dell'inizio della stagione 2023-2024, rinunciarono all'iscrizione alla massima serie, la Belli passò alle Piemont Rebelles, facendo il proprio esordio nella vittoriosa gara interna contro le Trentino Women del 15 ottobre.

### Nazionali
Ha vestito la maglia della nazionale italiana Under-18 ai mondiali di Prima Divisione - Gruppo A del 2018, giocati in casa e chiusi dalle azzurrine al terzo posto. La Belli giocò titolare in tutti gli incontri, e chiuse al terzo posto individuale la classifica dei portieri.
Ha fatto parte della nazionale maggiore ai mondiali di Prima Divisione B del 2022, inizialmente come terzo portiere, poi come secondo a seguito dell'infortunio subito da Elisa Biondi; non scese mai sul ghiaccio.